# نطاق المياه العذبة

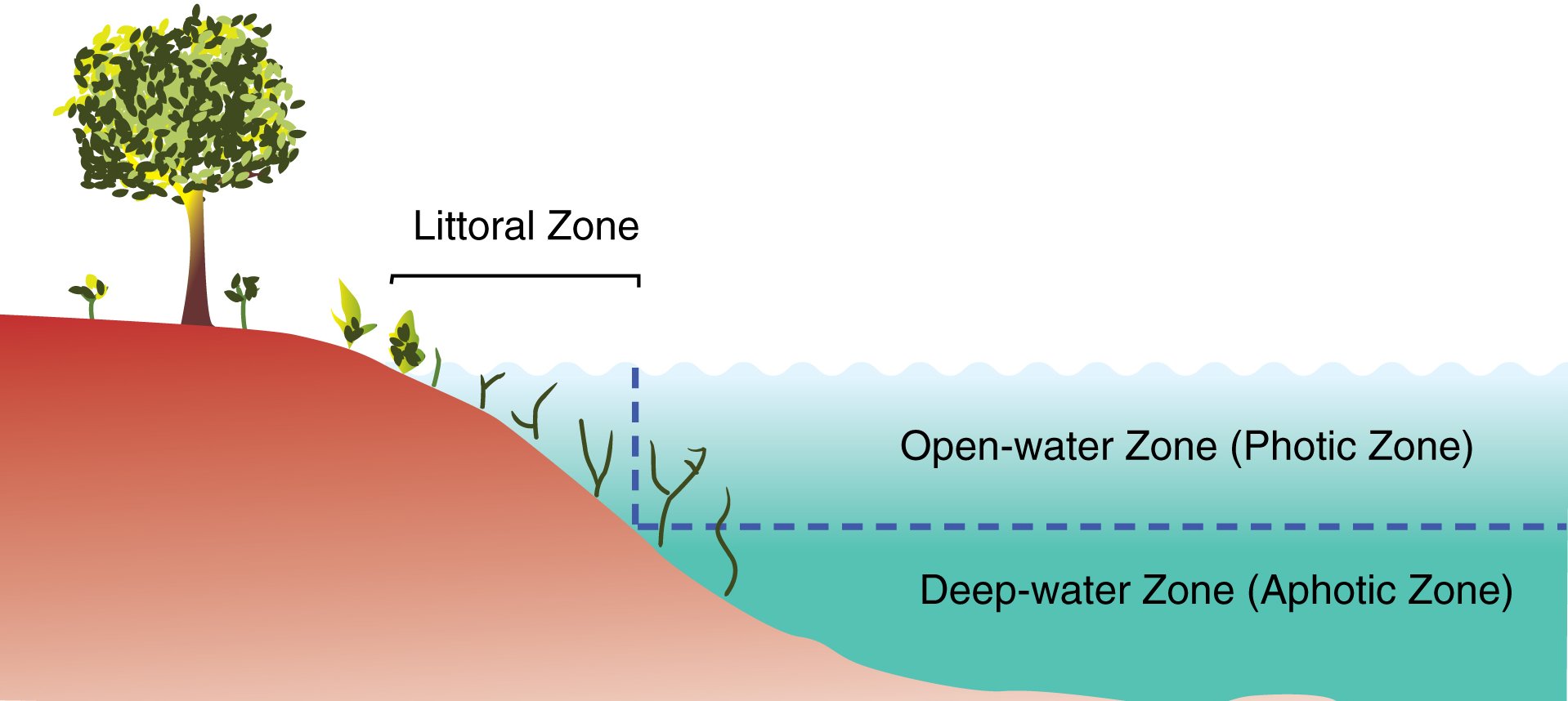

نطاق المياه العذبة (بالإنجليزية: Limnetic zone) هي المنطقة المفتوحة والواضحة جيدًا لجسم قائم بذاته من المياه العذبة، مثل البحيرة أو البركة. لا تشمل ذلك النطاق الشاطئي، وهي المنطقة الضحلة والقريبة من الشاطئ في الجسم المائي. إذ تشكل هاتان المنطقتان معًا المنطقة الضوئية.
إن نطاق المياه العذبة هي الطبقة التي تتلقى ضوءًا كافيًا من أشعة الشمس ، مما يسمح بعملية التمثيل الضوئي. وهي المنطقة الأكثر نشاطًا ضوئيًا للبحيرة لأنها الموطن الرئيسي لأنواع العوالق. نظرًا لأن مجموعات العوالق النباتية هي الأكثر كثافة، فهي المنطقة الأكثر مسؤولية عن إنتاج الأكسجين داخل النظام البيئي المائي.